# Acronia
Acronia es un género relativamente nuevo de orquídeas que está constituido con especies anteriormente clasificadas en el género Pleurothallis subgénero Acianthera. Es originario de México hasta Brasil.

## Distribución y hábitat
Las tres secciones son mantenidos en el nuevo género. Las dos primeras son aproximadamente cincuenta especies y la última alrededor de doscientas treinta. Nativo del noroeste de América del Sur, en áreas cercanas a los Andes, las especies alcanzan Bolivia central, hay alrededor de cuarenta en América Central. Sólo unos pocas pueden eventualmente encontrarse en Brasil. Por ahora vamos a tratar sólo la tercera parte.

## Evolución, filogenia y taxonomía
Fue propuesto por Karel Presl en Reliquiae Haenkeanae 1: 103 en 1827, describiendo la especie tipo, Acronia phalangifera. El género fue relegado al olvido desde su propuesta hasta que fue restaurado recientemente por Carlyle A. Luer en agosto de 2006.
De acuerdo con Luer, este género está integrado por tres partes de la antigua Pleurothallis: Amphygiae, Acronis y Macrophyllae-Fasciculatae. Las dos últimas de estas tres secciones son más similares entre sí y comparten tallos bien desarrollados, inflorescencias terminales, hojas sésiles y flores de columna corta y antera apical y estigma trasversal a menudo bilobulado.

### Sección Macrophyllae-Fasciculatae Lindley
Uno de los grupos más grandes y más homogéneos entre las Pleurothallis que se caracteriza por presentar inflorescencia uni o multiflora que brota desde el vértice del bien desarrollado tallo, cerca de la base de una hoja sésil que puede exhibir la forma de una gota de agua o de corazón. Con una excepción, son plantas crecimiento cespitoso. La especie tipo de esta sección es Pleurothallis grandiflora Lindley.
El flores las especies de esta sección tienen los sépalos dorsales libres, a menudo en posición vertical, lateral y pétalos con los márgenes, con frecuencia, serrados. Todas las características mencionadas anteriormente son compartidas por varias especies de Acianthera, sin embargo, estos Acronis y en particular esta sección, se distinguen por labio y columna.
Como explica Luer, el labio de Acianthera es grueso, más o menos verrucogoso en el ápice, cóncavo en el centro entre un par de callos en la base y truncado, a menudo bilobulado como sucede a menudo también en Specklinia. Se trata aquí por dos aurículas pequeñas en la base de labio que sólo pueden ser vistas por la eliminación de la flor. El labio de Acronis es más o menos cordado, nunca bilobulado en la base.
El columna de Acianthera es semicilíndrica, con alas o auriculadas, presenta antera más o menos ventral, al abrigo del androceo y del estigma. En Acronis la columna no tiene alas, es corta, con antera apical y estigma transversal biloculado, como se dijo ya.

## Algunas especies deAcronia
- Acronia acestrophylla (Luer) Luer, Monogr. Syst. Bot. Missouri Bot. Gard. 103: 83 (2005).
- Acronia acutilabia (Luer) Luer, Monogr. Syst. Bot. Missouri Bot. Gard. 103: 83 (2005).
- Acronia adeleae (Luer) Luer, Monogr. Syst. Bot. Missouri Bot. Gard. 103: 84 (2005).
- Acronia adelphe (Luer & Hirtz) Luer, Monogr. Syst. Bot. Missouri Bot. Gard. 103: 84 (2005).
- Acronia adonis (Luer) Luer, Monogr. Syst. Bot. Missouri Bot. Gard. 103: 85 (2005).
- Acronia aguirrei (Luer & R.Escobar) Luer, Monogr. Syst. Bot. Missouri Bot. Gard. 103: 85 (2005).